# Rosa Queralt
Rosa Queralt Doménech (Barcelona, 1940 - 16 de abril de 2018) fue una docente, crítica de arte y comisaria de exposiciones española.
Después de haber recibido formación y haberse licenciado en Filosofía y Ciencias de la Educación por la Universidad de Barcelona, desde el año 1973 trabajó de forma casi exclusiva e independiente en el ámbito del arte contemporáneo, en el cual también ejerció tareas docentes. Ha escrito varios libros sobre arte y también en catálogos, prensa y revistas especializadas como Lápiz, Cuaderno de las ideas, las artes y las letras y Arte y parte. Ha realizado programas de radio y televisión y participado en jurados y en el asesoramiento de colecciones. Fundamentalmente, ha destacado especialmente por su tarea relacionada con el comisariado de exposiciones. Así, durando casi tres décadas fue comisaria de instituciones  importantes como la Fundación Joan Miró, el Museo de Arte Contemporáneo de Barcelona (Macba), la Fundación La Caixa, el Museo Reina Sofía o el Círculo de Bellas Artes. En 2001 fue la primera directora de la feria de arte contemporáneo iberoamericano Foro Sur, al frente del cual ha continuado más de diez ediciones. Queralt estuvo ligada a la Asociación Catalana de Críticos de Arte, de la cual fue miembro hasta su jubilación y también secretaria de la primera junta de la asociación.
Queralt se dio a conocer como crítica de arte en varias publicaciones sobre arte contemporáneo durante la época de la Transición Democrática, llegando a destacar debido a su apuesta por las exposiciones colectivas, o "muestras de tesis", ante la preferencia generalizada por las muestras individuales. A través de estas exposiciones colectivas los comisarios de exposiciones como ella intentaban explicar el estallido generacional de los años ochenta. Queralt se implicó como curadora independiente en muestras que también compartía con otros críticos y directores de museos. No ejerció cargos de dirección de instituciones, pero, tuvo un gran papel como asesora de entidades, y especialmente como comisaria de exposiciones. Así, fue miembro de la Comisión de Expertos del Patronato del Museo de Arte Contemporáneo de Ibiza durante más de 25 años, hasta el final de sus días. Su última colaboración con el MACE fue la residencia de investigación patrocinada por el 'Institut d'Estudis Baleàrics, sobre Carl van der Voort.